# 八五九农场
八五九农场是一个位于中华人民共和国黑龙江省双鸭山市饶河县的农场，亦是黑龙江省农垦建三江管理局所属的一个农场。
八五九农场成立于1957年1月，位于三江平原的东北部，地跨饶河县、抚远市。总面积203万亩，其中耕地面积130.8万亩，常住人口23588人。

## 行政区划
八五九农场下辖以下单位：
八五九场直社区、八五九农场第一管理区、八五九农场第二管理区、八五九农场第三管理区、八五九农场第四管理区、八五九农场第五管理区、八五九农场第六管理区、八五九农场第七管理区、八五九农场第八管理区和八五九农场第九管理区。